# Cala Egos
Die Cala Egos ist ein Strand im Osten der Baleareninsel Mallorca. Die Cala Egos gehört zum Gebiet der Gemeinde Santanyí.

## Lage und Beschreibung
Die Cala Egos befindet sich in dem Ort Cala d’Or in dem gleichnamigen Ortsteil Cala Egos.
Die Bucht hat eine Breite von etwa 25 Metern und eine Länge von etwa 100.
Rund um die Bucht liegen Hotels, Apartment- und Privathäuser.

## Hotels
- Primasol Cala d‘or Garden
- Hotel Cala D'Or Gardens
- Alis Doul
- Alua Soul Mallorca Resort (Adults Only)